# الكربة (مذيخرة)

تعديل مصدري - تعديل

الكربة محلة تابعة لقرية بني عمر، التابعة لعزلة الافيوش بمديرية مذيخرة إحدى مديريات محافظة إب في الجمهورية اليمنية، بلغ تعداد سكانها 449 حسب تعداد اليمن لعام 2004.